# DDOST
La subunidad de 48 kDa de la proteína glicosiltransferasa de dolichil-difosfooligosacárido es una enzima que en los seres humanos está codificada por el gen DDOST.  Es una subunidad del complejo de oligosacaril transferasa (OST) que cataliza la transferencia inicial de un glucano definido (Glc3Man9GlcNAc2 en eucariotas) desde el portador lipídico dolicol-pirofosfato a un residuo de asparagina dentro de un motivo consenso Asn-X-Ser / Thr en cadenas polipeptídicas nacientes, el primer paso en la N-glicosilación de proteínas. La N-glicosilación se produce de forma cotraduccional, asociándose con el complejo Sec61 en el complejo translocón formador de canales que media la translocación de proteínas a través del retículo endoplásmico (RE). Todas las subunidades son necesarias para una actividad enzimática máxima (por similitud). Requerido para el ensamblaje de complejos OST que contienen SST3A y SS3B.
Este gen codifica un componente del complejo oligosacariltransferasa que cataliza la transferencia de oligosacáridos con alto contenido de manosa a residuos de asparagina en polipéptidos nacientes en el lumen del retículo endoplásmico rugoso. El complejo de proteínas se co-purifica con los ribosomas. El producto de este gen también está implicado en el procesamiento de productos finales de glicación avanzada (AGE), que se forman a partir de reacciones no enzimáticas entre azúcares y proteínas o lípidos y están asociados con el envejecimiento y la hiperglucemia.